# 馬希萼
馬 希萼（ば きがく）は、十国楚の第5代王。武穆王馬殷の三十男。

## 生涯
天福12年（947年）、文昭王馬希範が死去すると兄弟の仲で最年長であった馬希萼を排除し、三十五弟の馬希広が諸将により擁立された。これを父王が定めた兄弟相続の遺訓に反すると弟の馬希崇が反対し、馬希萼擁立を企てる。
乾祐2年（949年）、馬希崇に教唆された馬希萼が叛乱の兵を起こし、軍勢を南下させ楚の都城の潭州を攻撃するが失敗、馬希広は兄弟での争いを望まず追撃を控えた。ところが乾祐3年（950年）、馬希萼は原住民勢力と結託し再度馬希広を攻撃、同時に南唐に対し臣下を称し、潭州攻撃の援軍を要請した。馬希広は討伐軍を派遣するが大敗、馬希萼は順天王を自称し潭州を包囲、守将の許可瓊を投降させ遂に潭州を占拠した。馬希広を捕らえ、しばらく後に自殺を命じている。
馬希萼は当初馬希広勢力に対抗するため南唐に表奉し、武穆王馬殷以来継続していた中原への服属を中止したため冊封を受けられず、天策上将軍・武安武平静江寧遠等軍節度使・楚王を自称するにとどまった。また即位後は抵抗勢力への報復を行い、また私生活でも酒色に溺れその政務を馬希崇に一任し、その馬希崇も部下に一任するなどの国内政治の混乱が見られ、また士卒に対する恩賞も限定的であったことから軍の離反が発生した。
保大9年（951年）、その武将であった王逵・周行逢が朗州を占拠すると、長兄の馬希振の子である馬光恵を節度使に擁立した。その数カ月後、徐威などの将領が決起、馬希萼は囚われ衡山県に軟禁された。馬希萼はその地で衡山王となっていたが、間もなく南唐により楚が滅ぼされると、江南西道観察使に任じられ、再び楚王に封じられた。そして南唐に入朝した際、元宗李璟に留めおかれ、南唐の都城の金陵（現在の江蘇省南京市）で客死した。